# أتاري إنتراكتيف
أتاري إنتراكتيف (بالإنجليزية: Atari Interactive, Inc.)‏، هي شركة لعبة فيديو أمريكية أعيدت تأسيسها سنة 1995، وتقع مقرها في نيويورك.

## الأسماء السابقة
تأسس الشركة سنة 1995 تحت مسمى هاسبرو إلكترونيك إنترتنمنت، وفي عام 1996 تم تغييرها إلى اسم هاسبورو إنتراكتيف، وفي عام 2001، تم تغيير التسمية إلى إنفوغراميز إنتراكتيف.